# Apium panul
Apium panul är en växtart i släktet sellerier (Apium) och familjen flockblommiga växter. Den beskrevs av Carlo Luigi Giuseppe Bertero och Augustin Pyrame de Candolle, och fick sitt nu gällande namn av Karl Friedrich Reiche 1899.
Arten är en perenn ört som förekommer i Argentina och Chile.